# Dasciopteryx polymenes
Dasciopteryx polymenes är en fjärilsart som beskrevs av Druce 1893. Dasciopteryx polymenes ingår i släktet Dasciopteryx och familjen mätare. Inga underarter finns listade i Catalogue of Life.